# فیتو پایز
رادولفو پایز اوالوس شناخته شده با نام فیتو پایز (انگلیسی: Fito Páez؛ زادهٔ ۱۳ مارس ۱۹۶۳) موسیقی‌دان، آهنگساز، نوازنده پیانو راک اند رول، خواننده-ترانه‌پرداز و کارگردان اهل آرژانتین است. او علاوه بر حرفه خود به عنوان یک آهنگساز و موسیقی دادن کارگردان فیلم، فیلم‌نامه‌نویس و رمان‌نویس نیز مشغول است. از فیلم‌ها یا برنامه‌های تلویزیونی که وی در آن نقش داشته‌است می‌توان به همه‌چیز درباره مادرم اشاره کرد.
با بیش از ۳۰ سال تجربه، کار در موسیقی او ۲۲ آلبوم استودیویی)، ۴ آلبوم زنده)، ۳ دیویدی، ۱۲ آلبوم گردآوری‌شده و همکاری‌های متعدد با هنرمندان برجسته بین‌المللی را در کارنامه هنری خویش دار می‌باشد.

با انتشار آلبوم‌های  (El amor después del amor (1992 و (Circo beat (1994 موفقیت چشم‌گیری کسب کرد.
او جوایز بی شماری از جمله پنج جایزه گرمی لاتین را تا کنون کسب کرده‌است. در سال ۲۰۰۰ برای آلبوم  (Abre (1999 جایزه بهترین خواننده راک و جایزه بهترین عنوان آهنگ راک را دریافت کرد. بین سال‌های ۲۰۰۷ تا ۲۰۰۹ به طور پیاپی سه بار برنده این جایزه شد.
بنیاد کانکس نیز در سال ۱۹۹۵ به عنوان «بهترین سازنده راک دهه در آرژانتین» جایزه «کونکس پلاتین» را به او اهدا کرد. در سال ۲۰۰۵، نیز او جایزه کوئونکس را برای یکی از «پنج آهنگ برتر پنجاهمین سالگرد» به دست آورد

## زندگی‌نامه

### دوران کودکی (۱۹۷۳–۱۹۶۳)
پایز در روساریو، سانتا فه ایالت سانتا فه متولد شد. نام واقعی او، رادولفو پیز است. با گذشت زمان، با نام هنری «فیتو» شناخته شد.
مادرش پیانیست، معلم حساب و جبر و پدرش کارمند شهرداری بود. هنگامی که پایز هشت‌ماهه بود، مادرش پس از تحمل سرطان کبد درگذشت و او با مادربزرگ پدری به همراه پدرش زندگی کرد. در سن ۱۴ سالگی به یادگیری پیانو پرداخت.

## موسیقی اولیه (۱۹۷۵–۱۹۸۰)
علاقه و استعداد او در دوران مدرسه نمایان شد. اولین تجربه او در یک گروه راک همراه با ریکاردو ویاسکا و پاتریسیو پیترو بود که آهنگ Sui Géneris را در مدرسه اجرا کردند.
سپس او گروه‌هایی مانند سونیاسیا را در کنار فابیان گالاردو، گنو الززرگرو، گرف و آرکان تشکیل می‌دهد. پس از دریافت جایزه موسیقی به به بهترین گروه راک روساریو می پیوند

## دیسکوگرافی

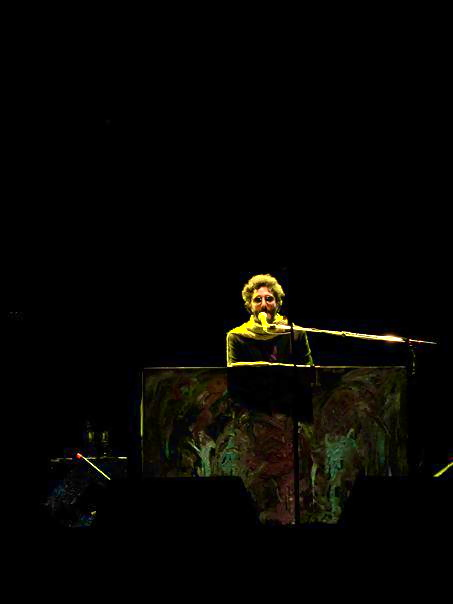
فیتو پایز در جشنواره روح (۲۰۱۰)، مکزیک.

### آلبوم‌های استودیویی
- ۱۹۸۴: Del ۶۳
- ۱۹۸۵: Giros
- ۱۹۸۶: Corazón clandestino
- ۱۹۸۶: La la la (با لوئیس آلبرتو اسپینتتا)
- ۱۹۸۷: Ciudad de pobres corazones
- ۱۹۸۸: Ey!
- ۱۹۹۰: Tercer mundo
- ۱۹۹۲: El amor después del amor
- ۱۹۹۴: Circo beat
- ۱۹۹۸: Enemigos íntimos (به همراه خواکین سابینا)
- ۱۹۹۹:  Abre
- ۲۰۰۰: Rey Sol
- ۲۰۰۳: Naturaleza sangre
- ۲۰۰۵: Moda y pueblo
- ۲۰۰۶: El mundo cabe en una canción
- ۲۰۰۷: Rodolfo
- ۲۰۱۰: Confiá
- ۲۰۱۱: Canciones para aliens
- ۲۰۱۳: El sacrificio
- ۲۰۱۳: Dreaming Rosario
- ۲۰۱۳: Yo te amo
- ۲۰۱۴: Rock and Roll Revolution
- ۲۰۱۵: Locura total

### آلبوم‌های زنده
- ۱۹۹۶: Euforia
- ۲۰۰۴: Mi vida con ellas
- ۲۰۰۸: No sé si es Baires o Madrid
- ۲۰۱۲: El amor después del amor 20 años[۷]

### آلبوم‌ها در دی وی دی
- ۲۰۰۳: Naturaleza sangre (vivo en el Gran Rex)
- ۲۰۰۸: No sé si es Baires o Madrid
- ۲۰۱۲: El amor después del amor - 20 años